# Петерка, Примож
Примож Петерка (слов. Primož Peterka, род. 28 февраля 1979 года) — словенский спортсмен, прыгун на лыжах с трамплина, двукратный обладатель Кубка мира.

## Карьера
Примож Петерка родился в Прикрнице, недалеко от деревни Моравче к северу от Любляны, тогдашняя Югославия. В шесть лет начал прыгать с трамплина. В 12 лет стал членом лыжного клуба «Триглав» в Кране, где также посещал среднюю экономическую школу. Впервые стартовал на этапе Кубка мира 6 января 1996 года в Инсбруке, Австрия, заменив прыгуна из основной команды, находившегося в плохой форме. В этом соревновании Примож занял восьмое место и остался в основном составе команды. Сезон 1995/1996 он завершил на девятом месте в общем зачёте Кубка мира. Он также взял серебро на юниорском чемпионате мира, уступив только немцу Михаэлю Урману.
В сезоне 1996/1997 Петерка выиграл семь соревнований на этапах Кубка, что позволило ему занять первое место в общем зачёте. Он также выиграл престижное Турне четырёх трамплинов и стал первым словенцем, улетевшим за 200 метров — на полётном трамплине в Кюльме, Австрия, он улетел на 203 метра. Следующий сезон принёс ему вторую подряд победу в Кубке мира, а на Олимпиаде в Нагано он занял пятое место на большом трамплине и шестое — на среднем.
В следующие несколько лет Петерка переживал кризис. Как и большинство молодых спортсменов, 19-летний Примож не смог приспособиться к своему быстрому росту и изменению росто-весовых характеристик. Выработать новый стиль прыжка ему помог новый тренер Матьяж Зупан, и в 2001 году Петерка вернулся в спортивную элиту Словении. На Олимпийских играх в Солт-Лейк-Сити команда Словении (Примож Петерка, Дамьян Фрас, Петер Жонта и Роберт Кранец) завоевала бронзу. После этого Петерка обновил свой личный рекорд, который теперь равняется 212 метрам, и был рекордсменом Словении до полёта Кранеца на 222,5 метра.
В сезоне 2002/2003 Петерка выиграл два этапа Кубка мира и финишировал седьмым в общем зачёте. Однако победа в Гармиш-Партенкирхене 1 января 2003 года стала для него последней. Со следующего года он даже не попадал в десятку. Но на чемпионате мира в Оберстдорфе он занял третье место в командных соревнованиях, разделив успех с Ернеем Дамьяном, Юре Богатаем и новым чемпионом Роком Бенковичем.
С 2009 года Петерка не появлялся на этапах Кубка мира, выступая в Континентальном кубке. В 2011 году он объявил об окончании карьеры. Прощание Петерки состоялось 2 июля 2011 года в Кране. Теперь он — помощник тренера женской сборной Словении по прыжкам с трамплина.

## Признания и достижения
В 1997 и 1998 годах Примож Петерка признавался спортсменом года в Словении.
Примож Петерка — первый словенский спортсмен:
- выигравший Кубок мира;
- выигравший Турне четырёх трамплинов;
- улетевший за 200 метров;
- получивший медали и на Олимпийских играх, и на чемпионате мира.

О Приможе снято три документальных фильма: «Лети, Примож» (Vleci, Primož) 1997 года — о его детстве и начале спортивной карьеры; «Петерка: год решимости» (Peterka: leto odločitve) режиссёра Владо Шкафара 2002 года — о преодолении спортивного кризиса; и «Прыжки — моя жизнь» (Skoki so moje življenje) режиссёра Томажа Ковшче 2011 года. В 2007 году о его наибольших успехах была написана книга.

## Личная жизнь
С 1996 года Петерка встречался с Ренатой Бохинц, королевой красоты Словении 1996 года. 25 октября 2001 года у них родился сын Май. В мае 2003 года они наконец поженились. У них родились ещё две дочери, Гая (2006) и Стела (2008). У Приможа два младших брата, один из которых, Урош, тоже какое-то время прыгал с трамплина.